# Анита Битри
Анита Битри-Прапанику (Саранда, 8. јануар 1968 – 19. октобар 2004) била је поп певачица и виолинисткиња из Албаније, популарна у својој родној земљи. Битри је први музички успех постигла са шеснаест година,  и постала је популарна у Албанији песмом „Прва љубав“. Емигрирала је у Сједињене Америчке Државе 1996.

## Биографија
Анита Битри је рођена у Саранди, 8. јануара 1968. године, у интелектуалној породици. Иако је била у вртићу, певала је и рецитовала без престанка. Од тог доба знала је многе познате песме и опонашала многе фестивалске песме. Вреди поменути њено учешће на Фатоса фестивалу округа Валона, где се појављује као играчица у улози „пчеле радилице“. Анитин талентован наступ привукао је пажњу чланова жирија, који су је похвалили као најбољу играчицу и певачицу овог Фестивала.
У раној младости, Анита је била редовна учесница пионирских фестивала округа Валона и добијала почасне награде. Запажене песме које је певала укључују "Моја лутка", "Зора и метла" итд. Била је веома страствена за музику и певање. Певачица Ваче Зела била је њен идол и маштала је да постане као она, позната певачица. Њен посебан таленат за музику привукао је пажњу професора виолине, господина Роберта Папаврамија, који је био задивљен музичким слухом овог детета на такмичењу одржаном за пријем нових елемената за први разред музичке школе „Наим Фрашери” у Валони. Први пут се професор сусрео са таквим природним талентом. Битри је, према професору, била један од ретких случајева који је имао 99% богомданог талента и требао је само 1% рада да би постала геније на виолини. Професорова интуиција није погрешила; Требало је само годину дана рада да Роберт Папаврами и Битри изађу пред публику у Валони у виолинском дуету, задививши дворану својим виртуозним наступом.
Током основне школе одликовала је висока уметничка зрелост у виолини, али је Битри била добар ученик и у другим предметима. Имала је посебну страст према спорту, посебно према гимнастици, кошарци и одбојци.
У средњошколским годинама, Битри је почела тајно да проучава и верује у постојање Бога и слепо Му се покорава. Сви су били запањени њеним верским уверењима, која су тада била забрањена. Без имало страха је изјавила да су њени таленти дар од Бога и да је све видела из његове перспективе. У средњој музичкој школи „Наим Фрашери“ у Валони, где је наставила студије, окарактерисана се као узоран ученик, посебно на виолини, која је била и инструмент који је учила.
У годинама 1980 до 1986., Битри је била представљена јавности као виолинисткиња у оркестру музичке школе „Наим Фрашери“, али како је њена страст за певањем расла, Битри је почела да демонстрира својим друговима из разреда и професорима певања. Сви су схватили да осим што је талентована виолинисткиња, има и изванредан глас. „Слатки и у исто време редак глас“, описали су је њени професори.
Током концерта на коме је учествовала као виолинисткиња, једној од певачица је позлило и због тога је постало неопходно да је замени. Ово је био почетак дуге и успешне уметничке каријере.
Анитина прва песма носи назив „Хартими де Дебора“. У музичкој анкети Радио Тиране за ову песму је похваљена због бриљантне интерпретације. Затим су њени успеси настављени веома популарном песмом „Мос у хисто“ коју је компоновао Александар Везули са стиховима Алкија Бошњакуа на Пролећном концерту 1988, где је награђена првом наградом. Анитин таленат није могао да не привуче пажњу познатих композитора тог времена. Фљамур Шеху је први поверовао у њу и почео је да сарађује са њом на неколико фестивала албанске радио телевизије. Вреди поменути интерпретацију песама „Нека цвеће у јануару цвета“, „Нема формуле у љубави“, „Абракадабра“ итд. Током ових тријумфалних година, Битри је примљена као професионална певачица у трупи театра у Валони. Затим је постигла изузетан успех на националном нивоу са својим рециталним концертима под називом "Анита".
Поред певања, Анита није занемарила ни своје студије, воља и жеља су јој омогућили да настави високо образовање на Вишем педагошком институту „Александар Џувани” у Елбасану, где је 1989. године дипломирала као професор певања. Училиштем се бавила само неколико месеци, јер ју је певање звало. 
Рецитални концерти "Анита", који су се одвијали са великим успехом у сваком кутку домовине, учинили су да Анита стекне изузетну популарност у сваком граду у Албанији. После успешног наступа у Тропоји, позвана је да оде у САД. У марту 1996. стигла је у "обећану земљу".

## Емиграција у Сједињене Америчке Државе
Током боравка у Америци, Анитина уметничка активност била је све већа. Одувек је била везана за проблеме албанске дијаспоре и умногоме је помогла да се повећа престиж албанске уметности. Била је и активна чланица Организације албанских жена у Америци „Мотрат Киријази“. Учешће на разним друштвеним и добротворним концертима Анита је видела као наставак свог уметничког пута.

## Смрт
Пронађена је мртва у својој кући на Статен Ајленду заједно са својом 8-годишњом ћерком Сибором Нини и 60-годишњом мајком Азбије. Њих три су умрле због случајног тровања угљен-моноксидом након што су вентилатори котлова у подруму били напуњени пластичним кесама како би се спречио бетон који долази из грађевинских радова. Њен муж, Луан Прапанику, недавно је преминуо од рака.
У тренутку смрти, била је у процесу снимања два албума, један на албанском и један на енглеском.

## Наслеђе
Током своје уметничке каријере, Анита је награђена бројним наградама у разним домаћим и међународним активностима. Ове награде најбоље показују њено изузетно умеће у области извођачких уметности, као и велико поштовање и уважавање које су јој указали различити жирији, њене колеге и сарадници, а посебно шира јавност, која ће Аниту увек памтити као савршен модел достојанственог тумачења албанске музике.